# Penacho (adorno)

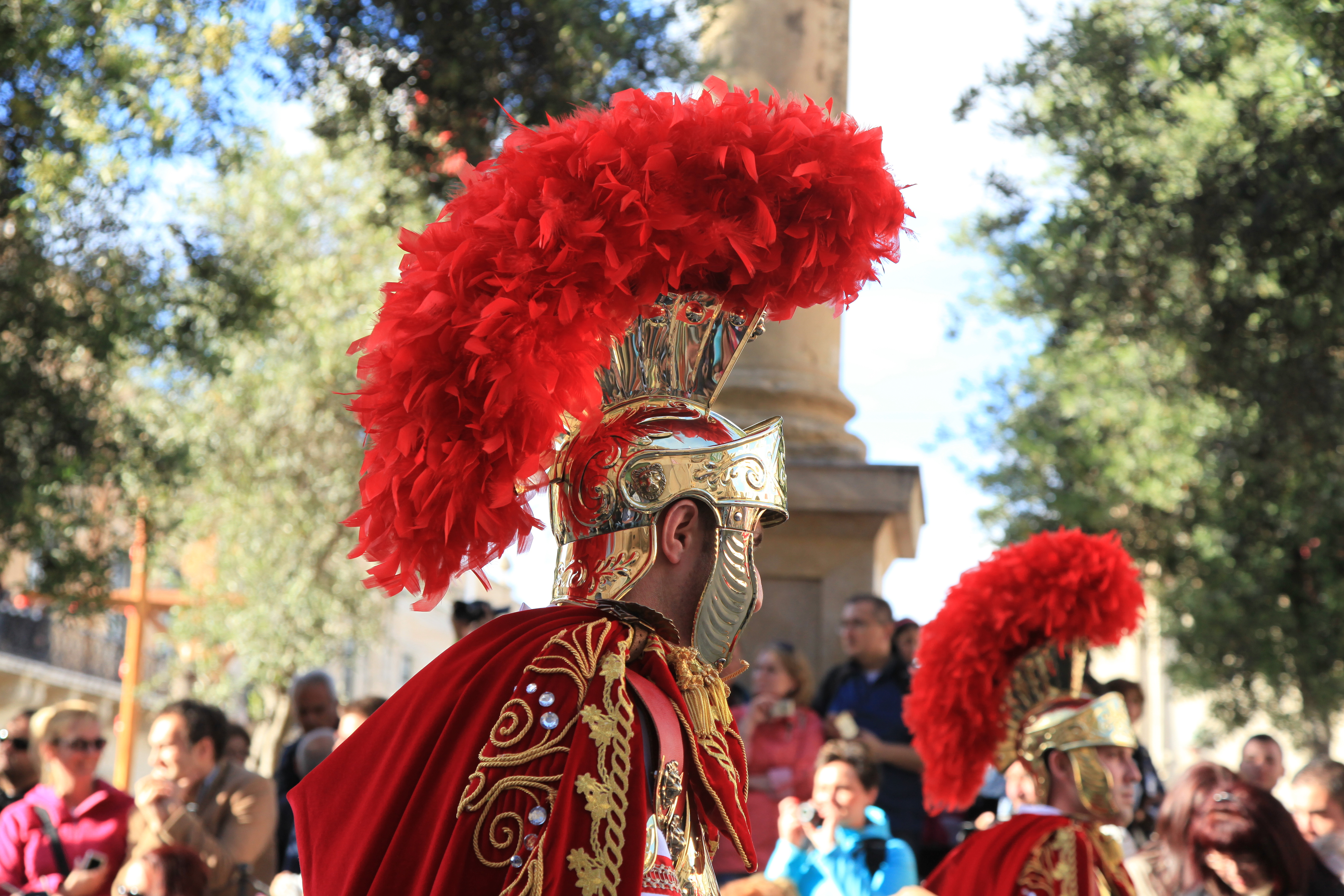
Soldados romanos con penacho (representación)

Se llama penacho al adorno que se construye artificiosamente con plumas de diversos colores, dándole  diferentes formas. 
Entre los antiguos, el penacho era el ornamento del casco de la caballería y la infantería y servía para distinguir por sus colores las legiones, centurias, decurias, etc. El de caballería era más alto que el de infantería y generalmente, lo usaban de plumas encarnadas. También hubo penachos de crines de caballo y solían llevar dos o tres de ellos, acaso para distinguir los grados militares. 